# Scatopsciara amplituda
Scatopsciara amplituda är en tvåvingeart som beskrevs av Hans-Georg Rudzinski 2004. Scatopsciara amplituda ingår i släktet Scatopsciara och familjen sorgmyggor.
Artens utbredningsområde är Taiwan. Inga underarter finns listade i Catalogue of Life.